# نبرد بونا-گونا
نبرد بونا-گونا (انگلیسی: Battle of Buna–Gona) یکی از نبردهای جنگ اقیانوس آرام بود.